# Cymbopogon refractus
Cymbopogon refractus är en gräsart som först beskrevs av Robert Brown, och fick sitt nu gällande namn av Aimée Antoinette Camus. Cymbopogon refractus ingår i släktet Cymbopogon, och familjen gräs. Inga underarter finns listade i Catalogue of Life.

## Bildgalleri

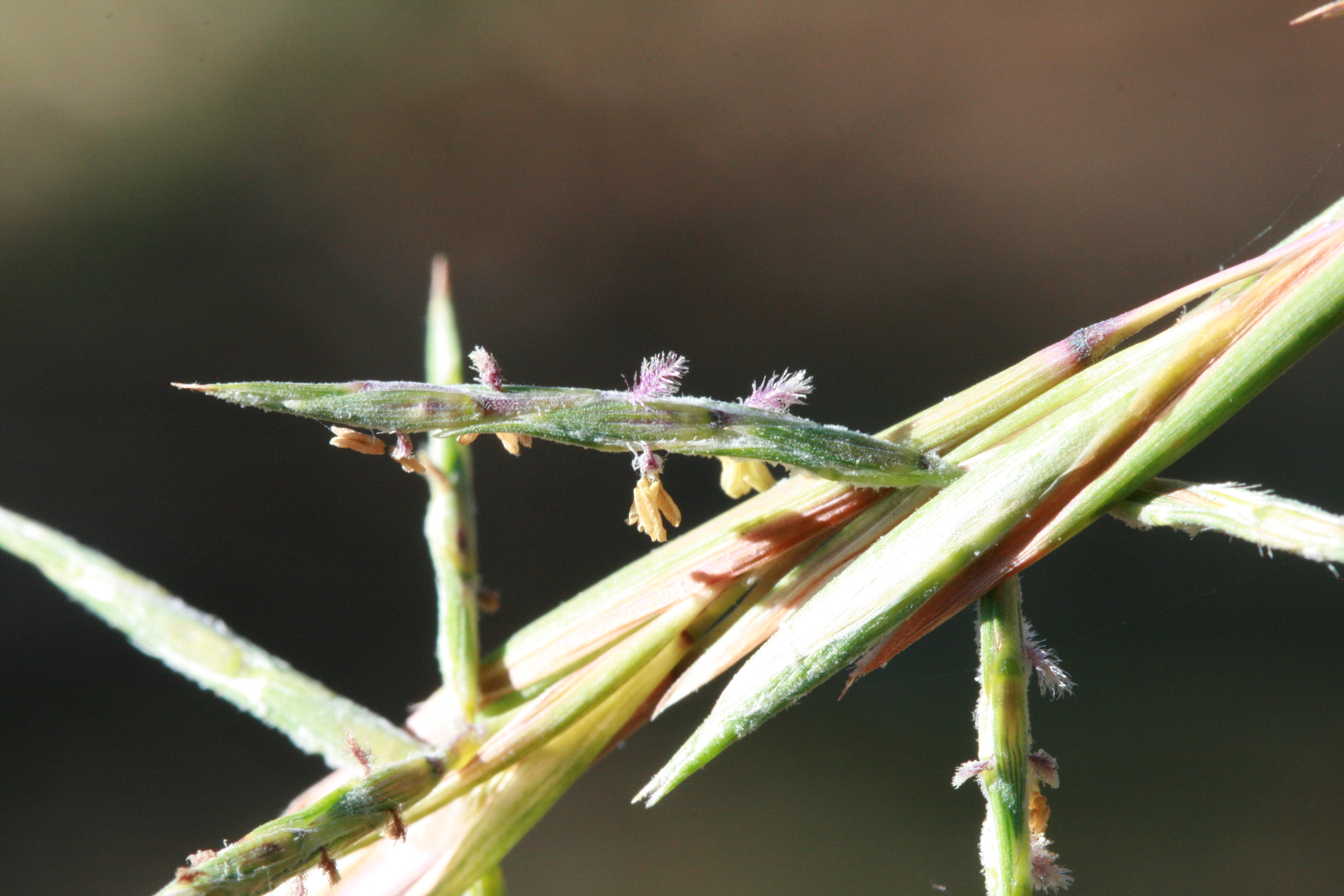
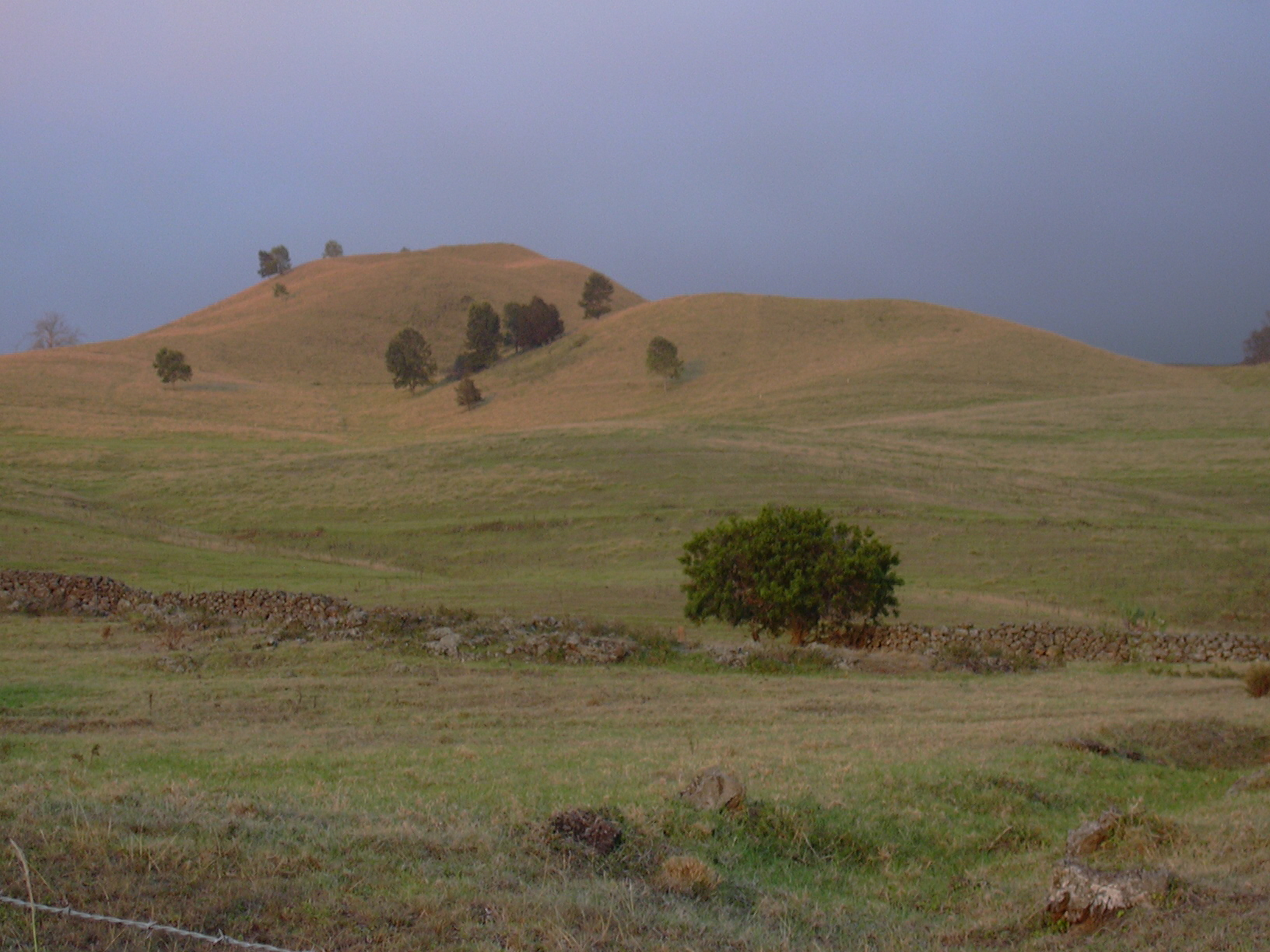
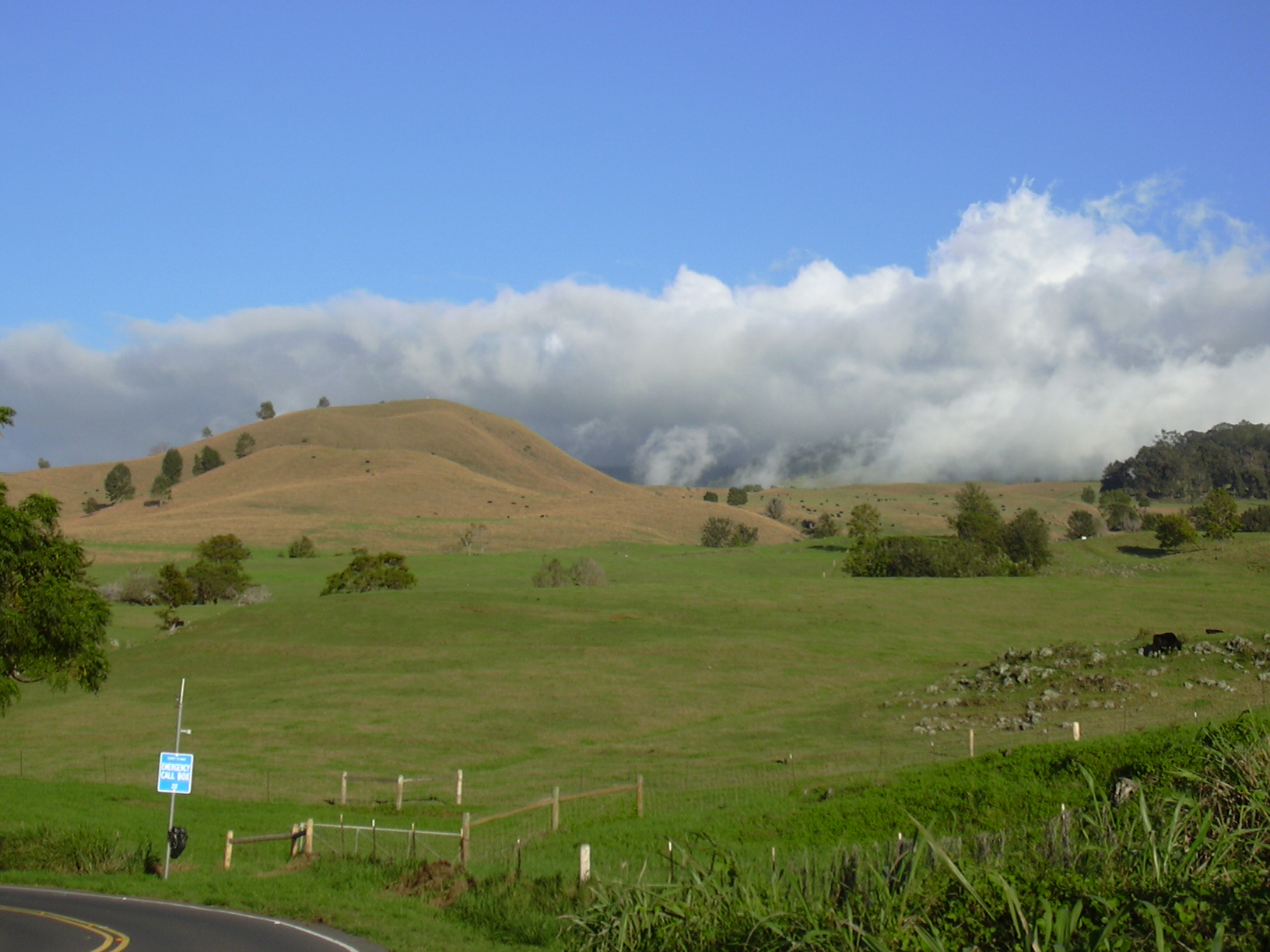
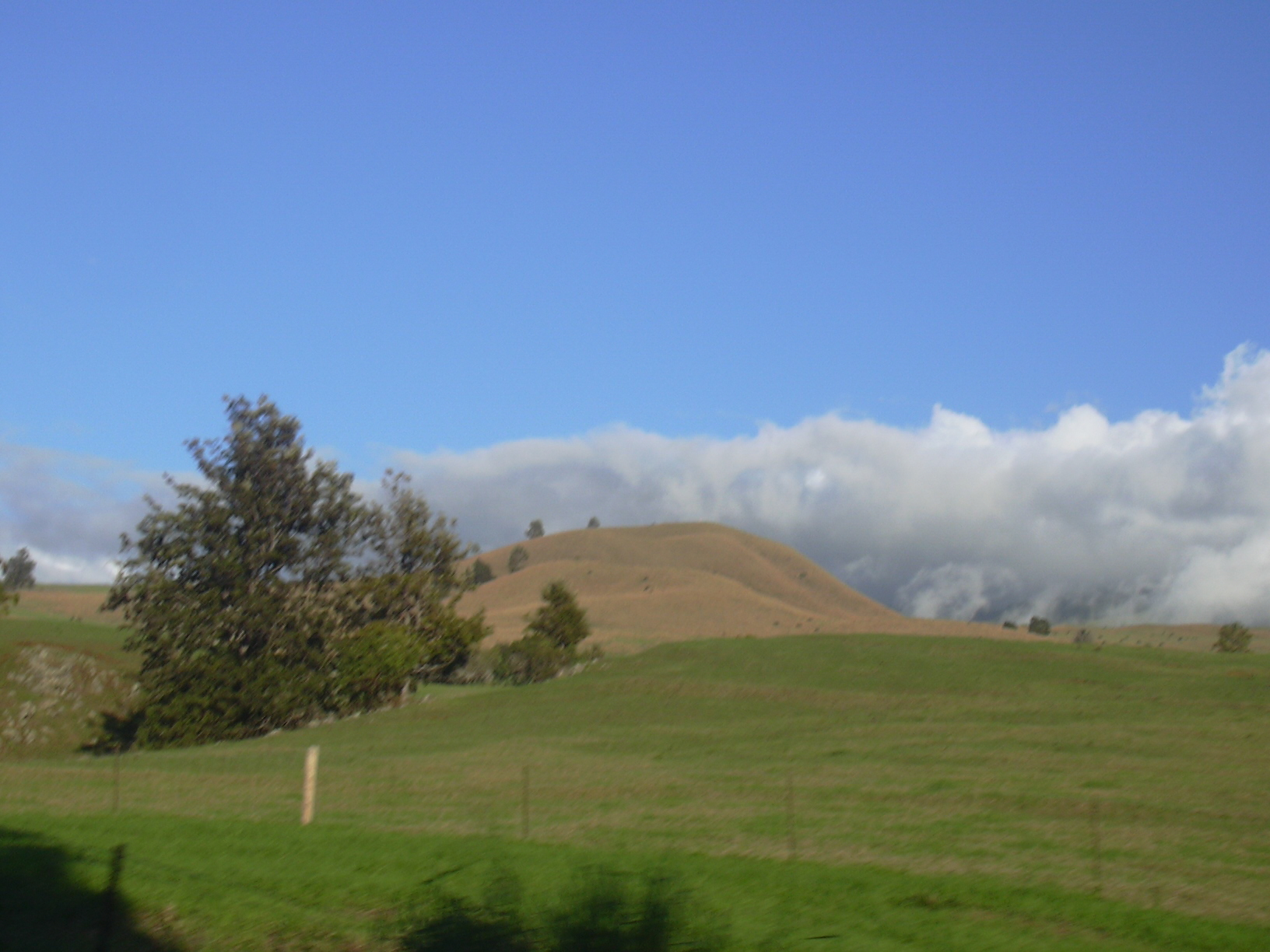